# Asghar Khodayari
Asghar Khodayari Bavil (em persa: اصغر خدایاری باویل; nascido em 9 de março de 1953) é um ex-ciclista olímpico iraniano. Representou sua nação nos Jogos Olímpicos de Verão de 1976, competindo na prova de estrada e no contrarrelógio.